# Maja Weber (Cellistin)
Maja Weber (* 1974 in Zürich) ist eine Schweizer Cellistin.

## Leben
Maja Weber begann im Alter von vier Jahren mit dem Cellospiel. Ihre musikalische Grundbildung erhielt sie zunächst von ihrem Vater Rudolf Weber und ihrer Mutter Elisabeth Weber-Erb.
Ihre akademische Ausbildung im Fach Violoncello erhielt sie zunächst am Konservatorium Winterthur bei Markus Stocker und Cäcilia Chmel. An der Hochschule für Musik und Tanz Köln wurde sie als Cellistin von Frans Helmerson und als Kammermusikerin beim Alban Berg Quartett weiter ausgebildet. Sie besuchte Meisterklassen bei Isaac Stern und bei Walter Levin vom LaSalle String Quartet. Weitere Anregungen erhielt sie von Paul Katz und Valentin Berlinsky.
Seit 1992 spielt Maja Weber in dem von ihren Eltern gegründeten Kammermusik-Ensemble Ars Amata Zürich. Mit ihrer älteren Schwester Anna Brunner gründete sie bereits 1987 das Amar Quartett, das mehrere Auszeichnungen erhielt. 1999 wurden dem Amar Quartett von der Stradivari-Stiftung Habisreutinger leihweise zwei Violinen, eine Bratsche und ein Cello aus der Werkstatt von Antonio Stradivari überlassen. Seitdem spielte sie 20 Jahre lang, bis 2019, das Stradivari-Cello „Bonamy Dobree-Suggia“ aus dem Jahr 1717.
Nachdem Maja Weber das Amar Quartett verlassen hatte, gründete sie 2007 das Stradivari Quartett. Es gelang ihr, die Stiftung Habisreutinger bei der Neuvergabe der Instrumente von ihrem Projekt eines „Stradivari-Quartetts“ zu überzeugen. Das Stradivari Quartett spielte nun seinerseits auf den vier Stradivari-Instrumenten, bis die Stiftung Habisreutinger zwei der Instrumente im Jahr 2017 anderweitig an das Trio Oreade vergab.
Maja Weber musiziert zudem seit 2013 mit dem schwedischen Pianisten Per Lundberg als Duo Leonore. Dieses Duo spielte 2014 die fünf Cellosonaten von Beethoven ein, 2017 folgte die Aufnahme der beiden Cellosonaten von Johannes Brahms.